# Appel (Tweede Wereldoorlog)

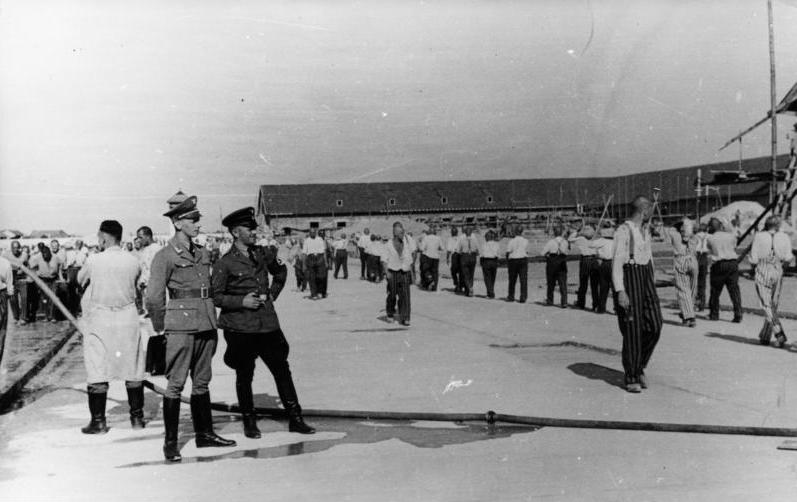
Gevangenen en SS'ers op de Appelplaats van concentratiekamp Dachau

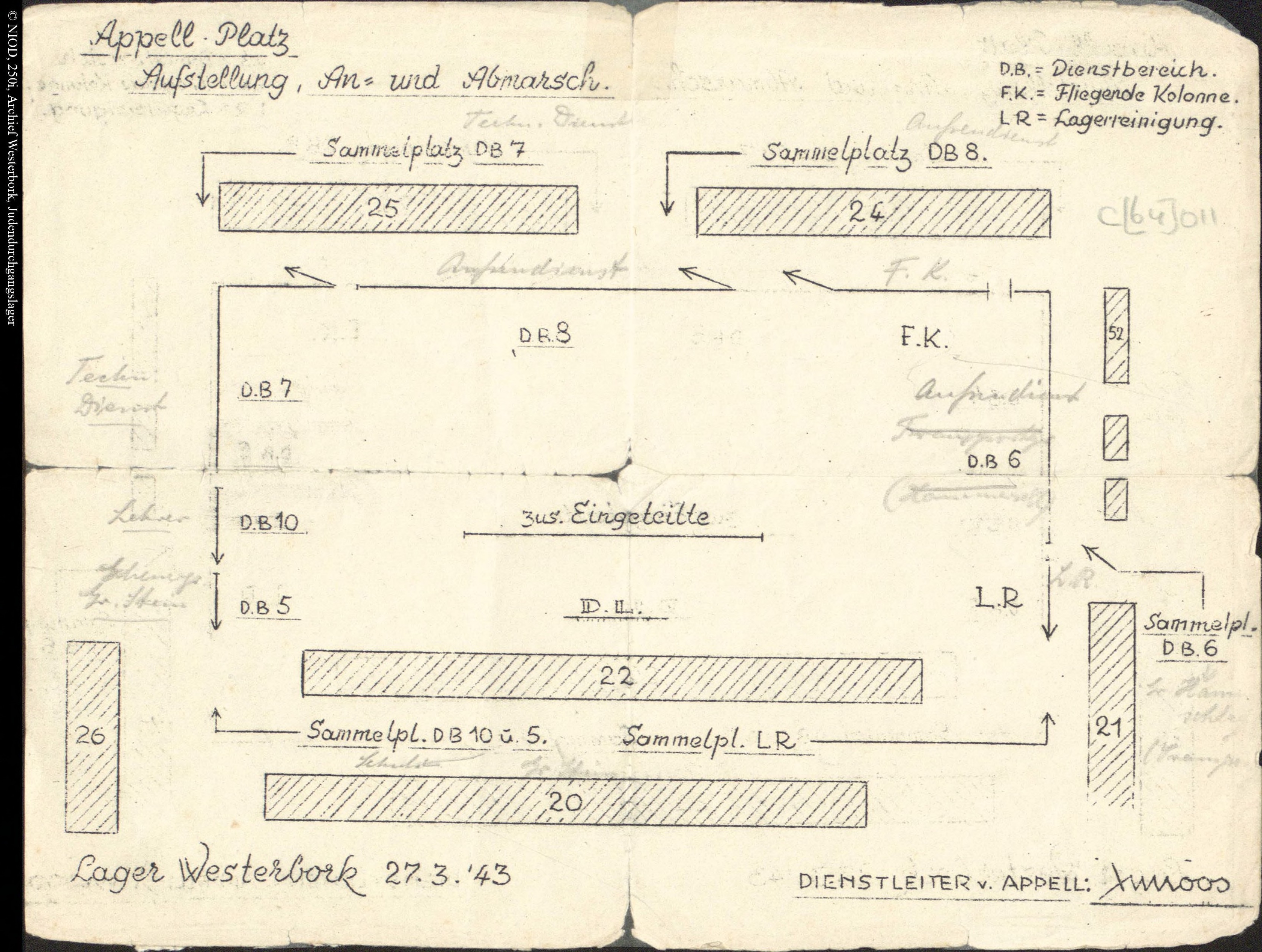
Appelopstelling Kamp Westerbork

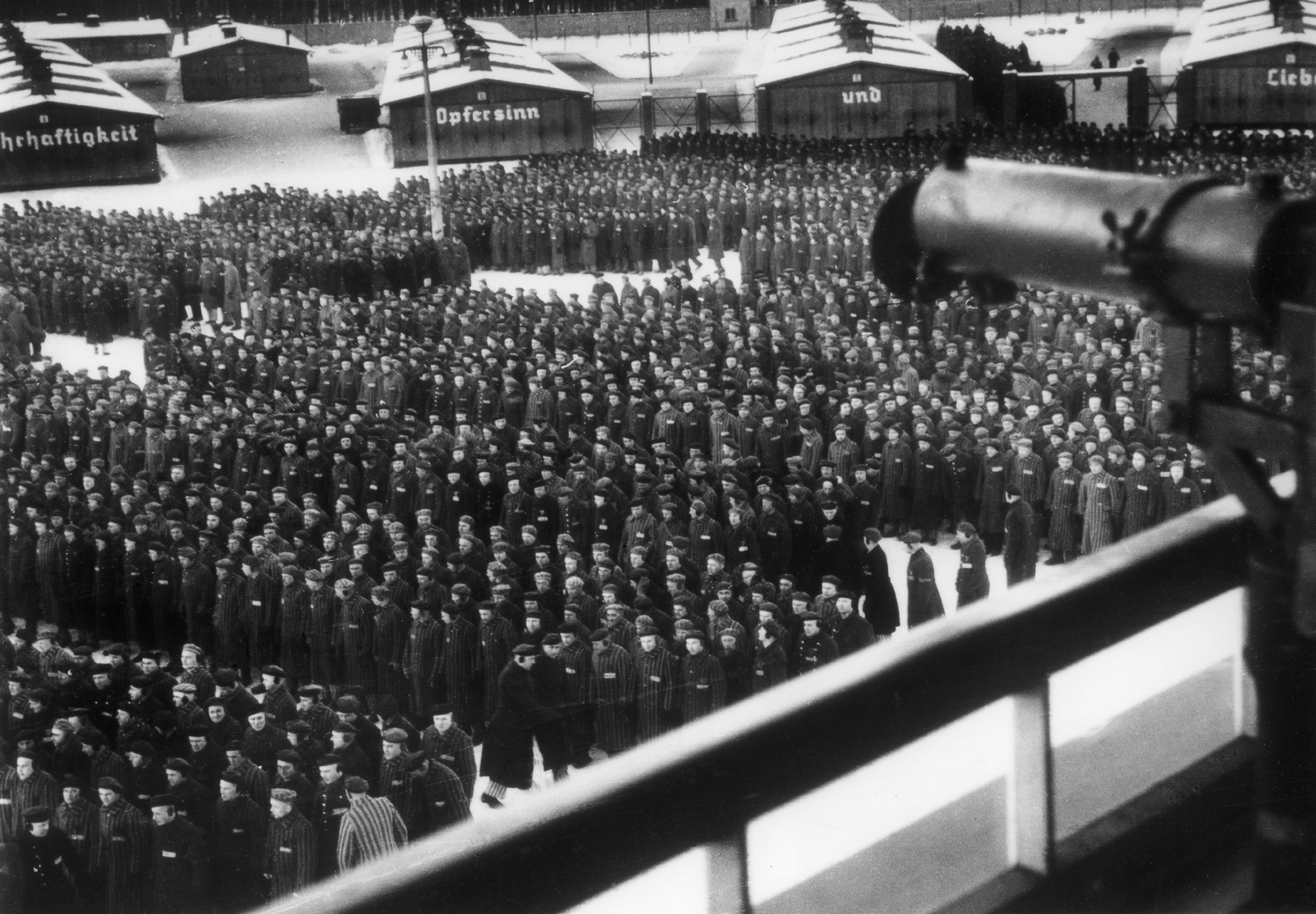
Op appel in Sachsenhausen 1941

Het appel (Duits: Appell) was een handeling die tijdens de Tweede Wereldoorlog dagelijks plaatsvond op de appelplaats in de concentratiekampen.

## Doel
Het appel had verschillende doeleinden. Dankzij getuigenissen van overlevenden bestaat er een goed beeld van het dagelijkse appel. Sommigen hebben honderden keren het appel meegemaakt. In de meeste kampen waren er verschillende malen per dag appels.
Nazipropaganda, bedoeld voor de buitenwereld, zoals "Die Wahrheit über Dachau" toonde netjes geklede gevangen bij het ochtendappel of aan het ontbijt.

### Administratief
Dagelijks werden alle personen geteld in het kamp. Hiervoor werden alle gevangenen uit hun barakken gehaald en opgesteld in rijen. Bijna alle architecten van de kampen hadden in een speciale appelplaats (Appellplatz) voorzien, die was bedoeld voor de vaak duizenden gevangenen. Dit plein was vaak goed verlicht en lag centraal in het kamp. Het appel werd afgenomen terwijl de gevangenen moesten staan. 
Om half zes 's morgens ('s winters wat later) ging er in Dachau een zoemer en moesten de gevangenen in rijen van tien op hun klompen stram marcherend en luid zingend naar de appelplaats gaan. Voor wie niet goed genoeg marcheerde of zong dreigde er straf na het avondappel. In Dachau werden ook de doden naar de Appelplatz gebracht en tussen de rest gelegd. De commandant gaf dan het bevel, en iedereen moest blijven staan zolang er geen ander bevel werd gegeven. De Duitsers namen voor deze handeling alle tijd, terwijl de gevangenen onbeweeglijk moesten blijven staan. Als iemand in de barakken achterbleef, werd iedereen gestraft. Er werd geen rekening gehouden met klimatologische omstandigheden. Indien iemand vermist werd, werd er onmiddellijk straf-appel gehouden. Als de vermiste alsnog opdaagde was dit vaak om te horen dat hij werd geëxecuteerd, of een lijfstraf kreeg. Hiervoor werd een bon uitgeschreven.

### Disciplinair
Tijdens het appel konden terechtstellingen worden uitgevoerd die als voorbeeld dienden voor anderen. Mensen konden publiek vernederd worden en vaak werden ze mishandeld of zelfs geëxecuteerd. Represailles van de kampautoriteiten hadden de bedoeling de gevangenen te ontmoedigen en hun waardigheid af te nemen. Vaak werden de straffen zo brutaal uitgevoerd dat de dood snel kwam. Andere gevangenen konden alleen maar machteloos toekijken.

### Vernederingen
Soms werden voor het vermaak van de bewakers appels georganiseerd, midden in de nacht of in bittere koude. Vaak werd het uithoudingsvermogen van de verzwakte gevangenen op de proef gesteld. Iedereen die het bewustzijn verloor werd uit de rangen gesleept en vaak doodgeslagen of -geschoten. Dit tot vermaak van de bewakers. Deze handelingen gebeurden naar willekeur en betekenden vaak voor zwakkeren het einde van hun leven.

### Selectie
Op andere momenten werden tijdens het appel selecties uitgevoerd door de artsen, die op zicht de zwakken eruit haalden en naar de gaskamers stuurden. In Buna/Manowitz werden selecties soms ook in de blokken of aan de poort gemaakt. Er werd daar bepaald of iemand arbeidsgeschikt geacht werd of niet. De resultaten werden tijdens appel voorgelezen en de ongeschikten daarna in vrachtautos geladen en naar gaskamers van Birkenau gebracht. Deze selecties gebeurden soms met duizenden tegelijk om plaats te maken voor nieuwe gevangenen.

## Na het appel
Na het appel werden de overlevenden vaak terug naar hun barak gestuurd. De anderen gingen naar de gaskamers en de doden werden gecremeerd. In de winter kwamen ze compleet verzwakt aan, en velen overleefden ternauwernood deze dagelijkse gruwel. Men besefte dat het volgende appel het laatste kon zijn.